# مسیر ۲۹
مسیر ۲۹ (به انگلیسی: Track 29) نام فیلمی به کارگردانی نیکلاس روگ است که در سال ۱۹۸۸ ساخته شد. فیلم نامزد چندین جایزهٔ منطقه شد و موفق به کسب برخی از این جوایز شد. نویسنده فیلم، دنیس پاتر، داستان فیلم را بر اساس نمایش تلویزیونی از خودش نوشت و وقایع را از لندن به آمریکا منتقل کرد. فیلمبرداری در ایالت کارولینای شمالی در شهر ویلمینگتون انجام شد.

## داستان
همسر یک پزشک در شهری کوچک که از زندگی خود خسته شده با مردی آشنا می‌شود که گمان می‌رود همان پسری است که در نوجوانی و زمانی مدرسه او را سقط کرده‌است. در خیالات زن، زن متوجه می‌شود که پسر نه تنها می‌تواند بچه او باشد که تا حدودی شبیه به معشوقه او نیز هست. با گذشت زمان پسر علاقه پیدا می‌کند تا به شوهر زن، که او نیز فکر جدایی از زن و فرار با یک پرستار را دارد، آسیب برساند.

## بازخورد
به نظر جانت مسلین منتقد نیویورک تایمز، فیلم برخی از موارد را جا انداخته‌است:
با وجود اینکه نویسنده و کارگردان هر دو علائق مشترکی دارند اما تلاش آنها در مسیر ۲۹ بیش از حد کشنده است. خصوصاً که کارگردانی فیلم با تحقیر بیش از حد کاراکترها همراه شده‌است… با وجود اینکه کارهای آقای روگ را می‌توان همواره استثنا دانست اما هیچ‌کدام از فیلم‌های او تا این حد احمقانه نبوده‌اند. هیچ‌کدام هم تا این حد دیوانه‌وار نبوده‌اند چراکه مسیر ۲۹ در خود هستهٔ موضوعی اغواکننده دارد…
با این وجود راجر ایبرت سه ستاره از ۴ ستاره به فیلم داد و به نظرش فیلم خوش‌ساخت اما دردناک بود:
یک نفر از من پرسید که آیا فیلم را دوست داشته‌ام و من باید می‌گفتم که نه، اما بعد دوباره فهمیدم که ''دوست داشتن'' چه توصیف نابجایی است. دلیل اینکه من فیلم را دوست نداشتم این بود که مسیر ۲۹ فیلم غیردوست‌داشتنی است - و احتمالاً عامدانه هم اینطور ساخته شده. اما این موضوع باعث نمی‌شود که فیلم بدی باشد، اتفاقاً باعث جذابیت بیشتر فیلم می‌شود. مانند بسیاری از فیلم‌های عجیب و غریب و پیچیده‌ای که نیکولاس روگ ساخته، این فیلم هم بداخلاق، پر پیچ و خم و زن‌ستیز است. اما لزومی ندارد که همه فیلم‌ها ما را پیام‌های لذت‌بخش تنها بگذارند. بعضی می‌توانند پرخاشگر و عصبانی باشند تا باعث فکر کردن ما شوند.